# Bandera de Mallorca
La bandera de Mallorca, en España, está constituida por cuatro barras rojas horizontales sobre fondo amarillo, con una franja vertical al asta de color morado donde se incluye un castillo de cinco torres colocado en posición vertical. El castillo representa la Almudaina, siendo reconocible por su estatua de un ángel.
Algunos afirman que es la bandera histórica del Reino de Mallorca usada por privilegio del rey Sancho I de Mallorca, aunque dicho privilegio hace referencia a la bandera de Palma de Mallorca, con dos castillos y sobre fondo azul. El hecho de que la bandera contravenga la heráldica (color morado y castillo girado) indican un origen moderno.